# Propulsion (automobile)
 (novembre 2013).
Si vous disposez d'ouvrages ou d'articles de référence ou si vous connaissez des sites web de qualité traitant du thème abordé ici, merci de compléter l'article en donnant les références utiles à sa vérifiabilité et en les liant à la section « Notes et références ».
Pour les articles homonymes, voir Propulsion.

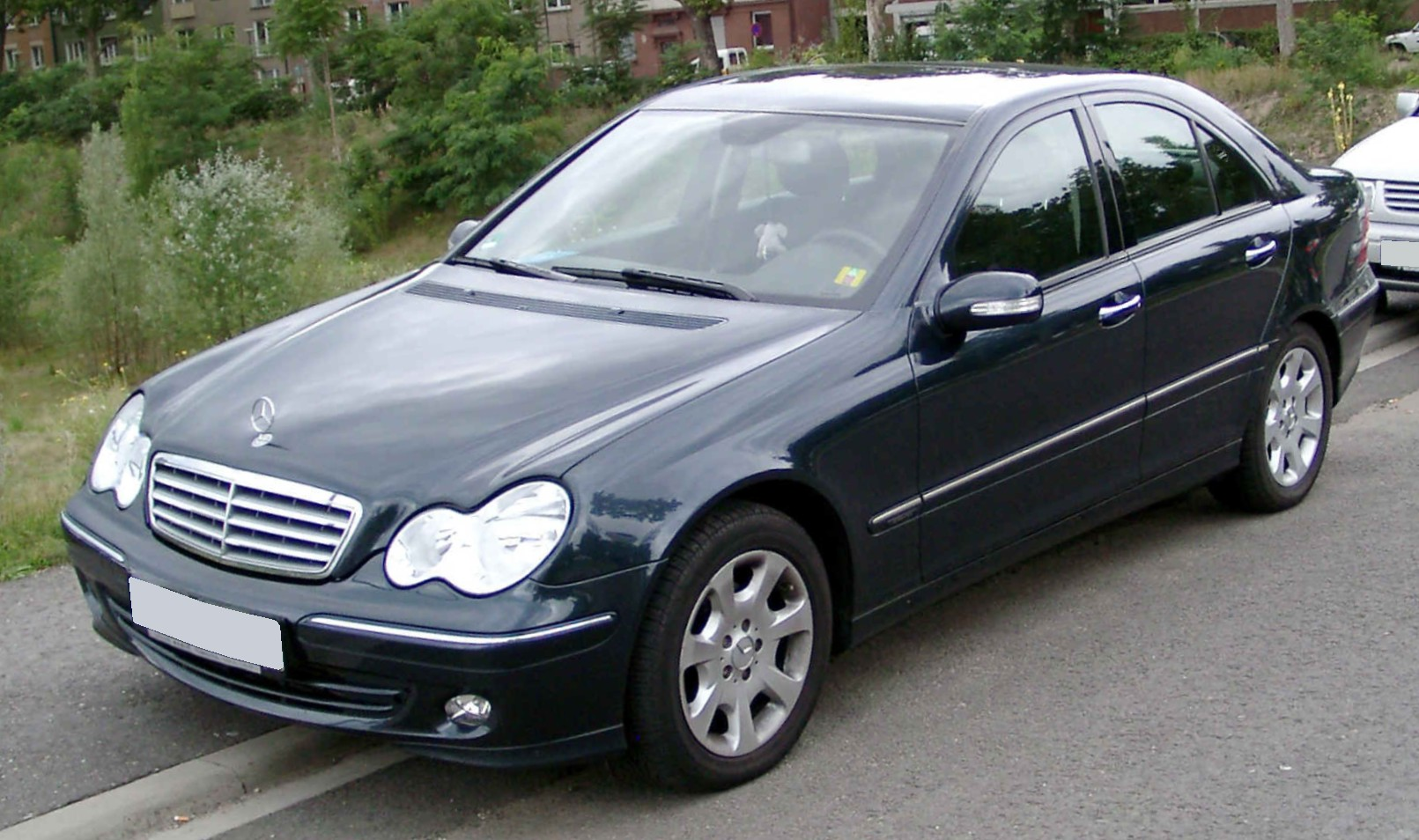
La Classe C de Mercedes-Benz est une voiture à propulsion avec moteur à l'avant.

Dans le domaine automobile, la propulsion est une architecture mécanique dans laquelle la  puissance moteur est transmise, par la transmission secondaire,  uniquement aux roues arrière.
Cette appellation est principalement basée sur un abus de langage puisque rien ne pousse vraiment l’arrière du véhicule pour qu'il avance[pas clair].

## Description
Ce type de transmission a longtemps été le système majoritaire, voire unique sur les véhicules automobiles. Il présente en effet plusieurs avantages :
- simplicité architecturale, notamment parce qu'il n'y a pas besoin de combiner motricité et direction sur les roues avant.
- efficacité accrue dans le cas de véhicule puissant, le couple aux roues produisant en réaction un transfert de masse sur l'essieu arrière, générant une meilleure adhérence du train arrière, mis à profit dans la transmission de puissance, mais sans égaler celle d'une transmission intégrale.
- économie sur les joints de transmission.

Mais il présente également des inconvénients :
- présence d'un "tunnel" dans l'habitacle si le moteur est situé à l'avant. Ce tunnel est nécessaire à l'arbre de transmission devant passer sous le plancher du véhicule, générant un encombrement supplémentaire et pouvant générer des bruits parasites liés aux paliers, au différentiel et aux cardans ;
- lorsque le moteur est à l'avant, la répartition des masses est défavorable aux roues motrices (voir avantage #2)
- tendance au survirage si le moteur est situé à l’arrière[a]
- motricité et maniabilité réduites sur terrain glissant (pluie, neige, boue).

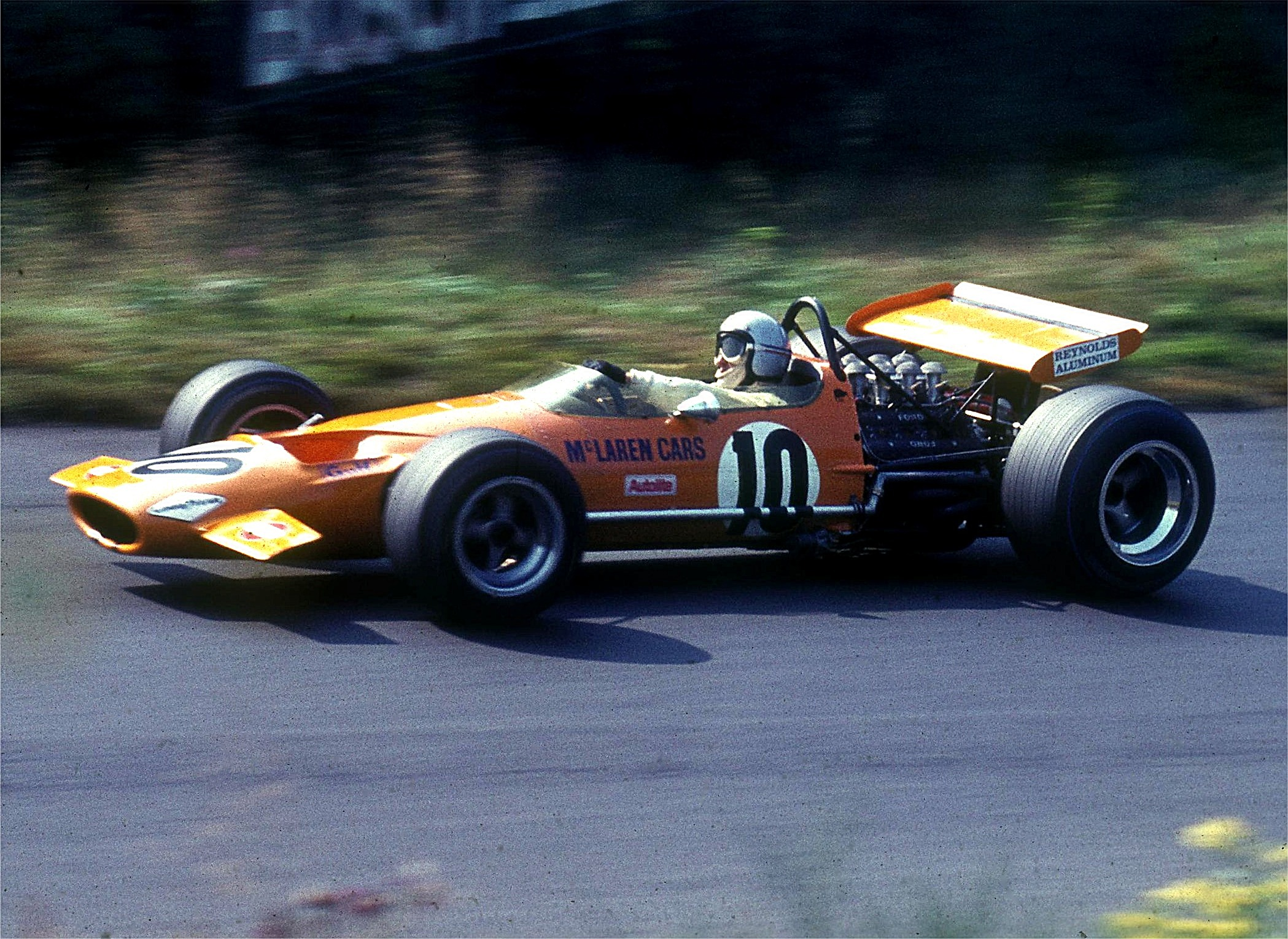
La Mclaren type M7A sur le circuit du Nürburgring en 1969.

La très grande majorité des véhicules de tourisme modernes est aujourd'hui constituée de "tractions", dont la conduite est réputée plus facile. La propulsion est encore fréquemment utilisée sur des véhicules puissants. Elle est également utilisée pour les camions et les voitures de course (type Formule 1).
La transmission intégrale (ou « 4 × 4 ») est une alternative à la propulsion, qui en corrige les défauts en complexifiant l'ensemble de la transmission.

## Types de configuration
La position du moteur influe sur les performances d'un véhicule à propulsion.

### Moteur à l'avant
Les modèles de voitures particulières de haut de gamme ont souvent cette architecture, parfois avec la boîte de vitesses à l’arrière pour mieux répartir les masses. C'est le cas notamment de la majorité des modèles des marques allemandes BMW et Mercedes.

### Moteur à l'arrière
Cette configuration a été utilisée pour de nombreuses petites voitures par exemple chez Volkswagen (Coccinelle) Porsche (911, 356) et Renault (4CV, Dauphine, R8, R10, etc.). Elle permet  de raccourcir la chaîne de transmission donc de gagner en masse, en évitant le tunnel. Le défaut est le « porte à faux » de l'ensemble moteur  qui engendre une perte d'adhérence sur l'essieu avant lors des accélérations, et une tendance au survirage du fait de la répartition des masses majoritairement à l’arrière.

### Moteur central arrière
C'est la configuration la plus souvent utilisée en compétition automobile, mais aussi dans les disciplines monoplaces et de Sport-prototypes. Le moteur et la transmission sont le plus souvent positionnés le plus près possible du centre de gravité et souvent au-dessus du train arrière pour optimiser la transmission de la puissance. Cette position est souvent dénommée « centrale arrière », elle est aussi utilisée dans les voitures de sport, principalement dans les roadsters (par exemple dans les modèles Porsche Boxster, Opel Speedster, etc.) où elle contribue a une meilleure répartition des masses.

Différentes configurations de propulsions
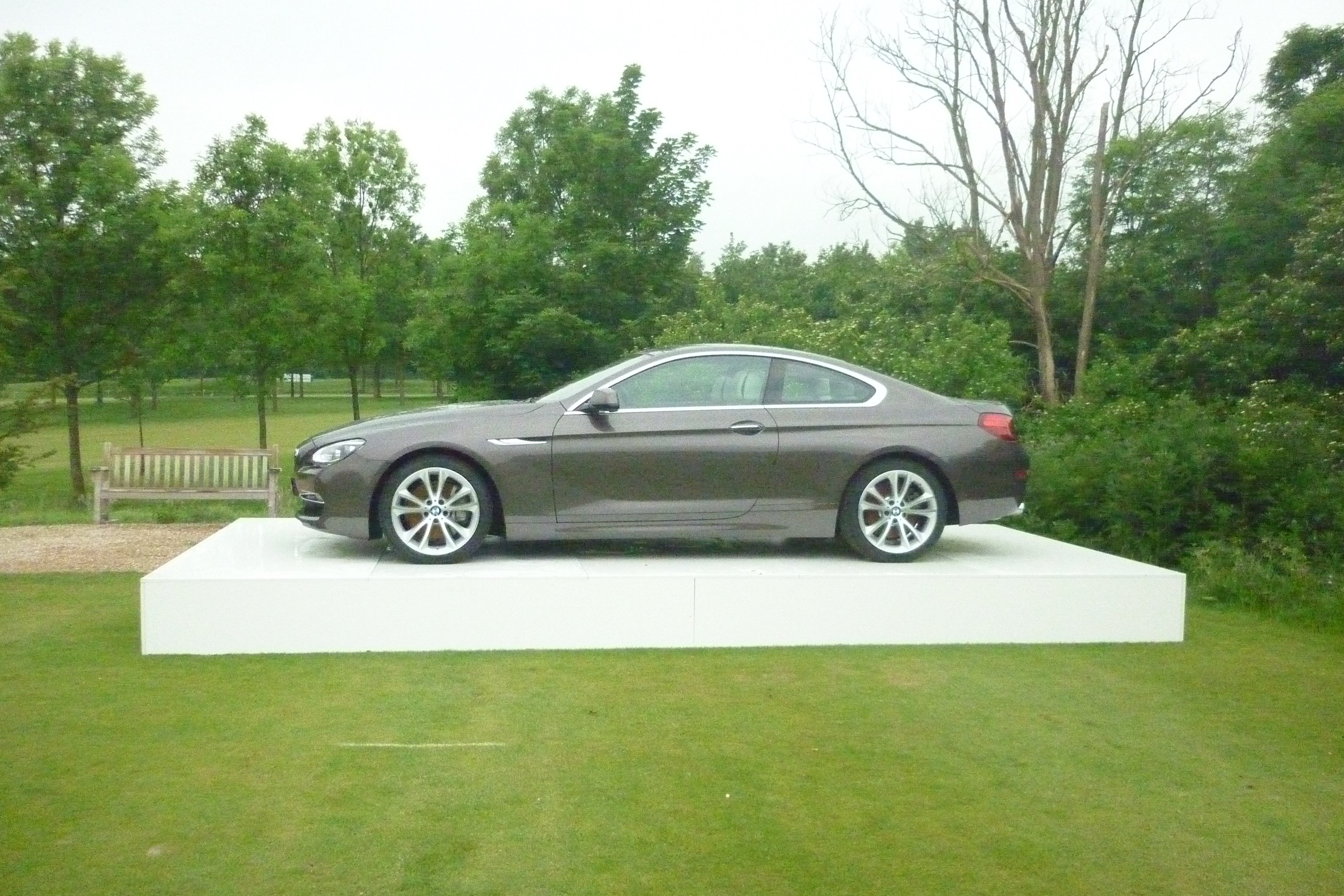
BMW série 6 coupé (moteur à l'avant).
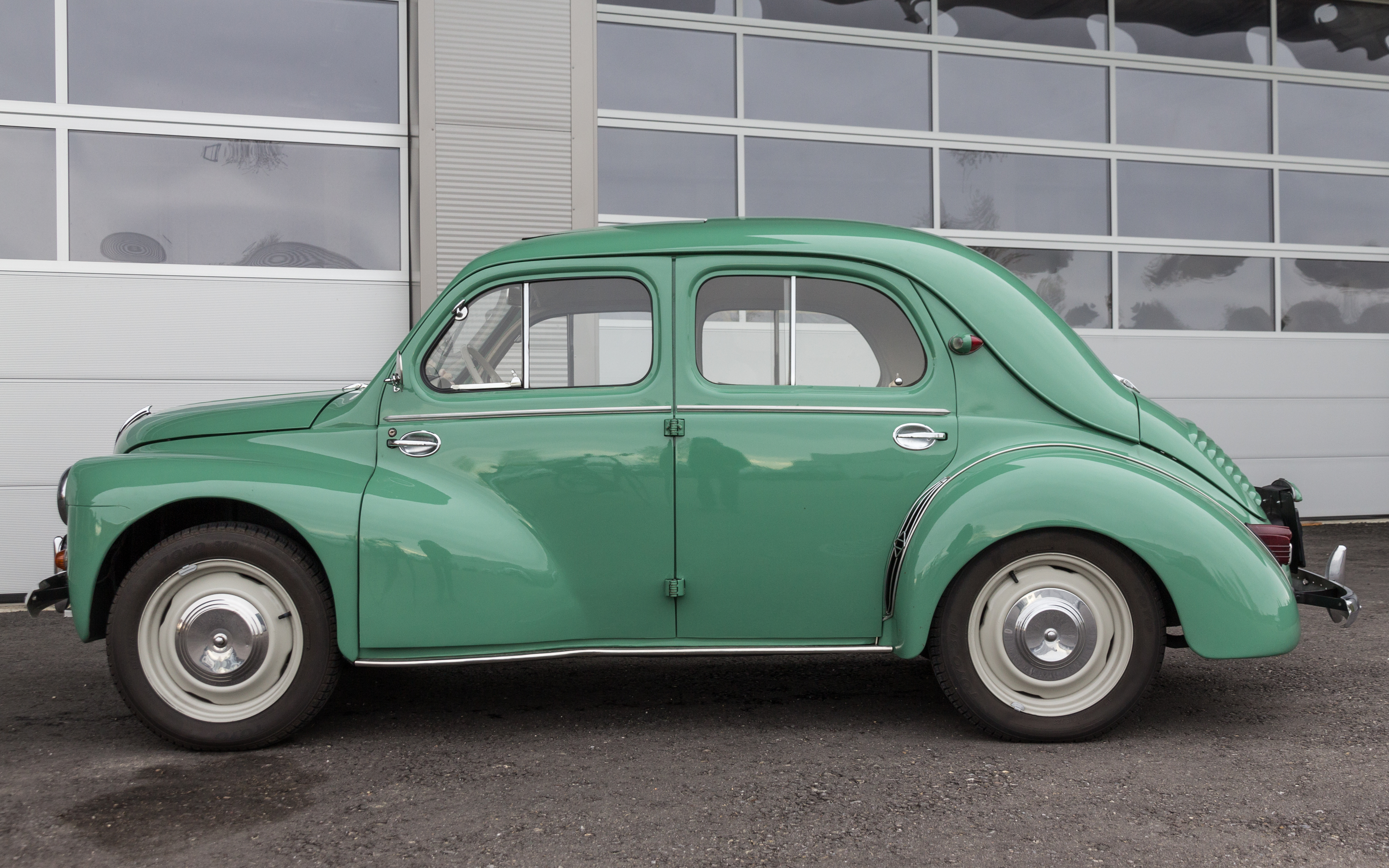
Renault 4CV moteur de 750 cc à l'arrière.
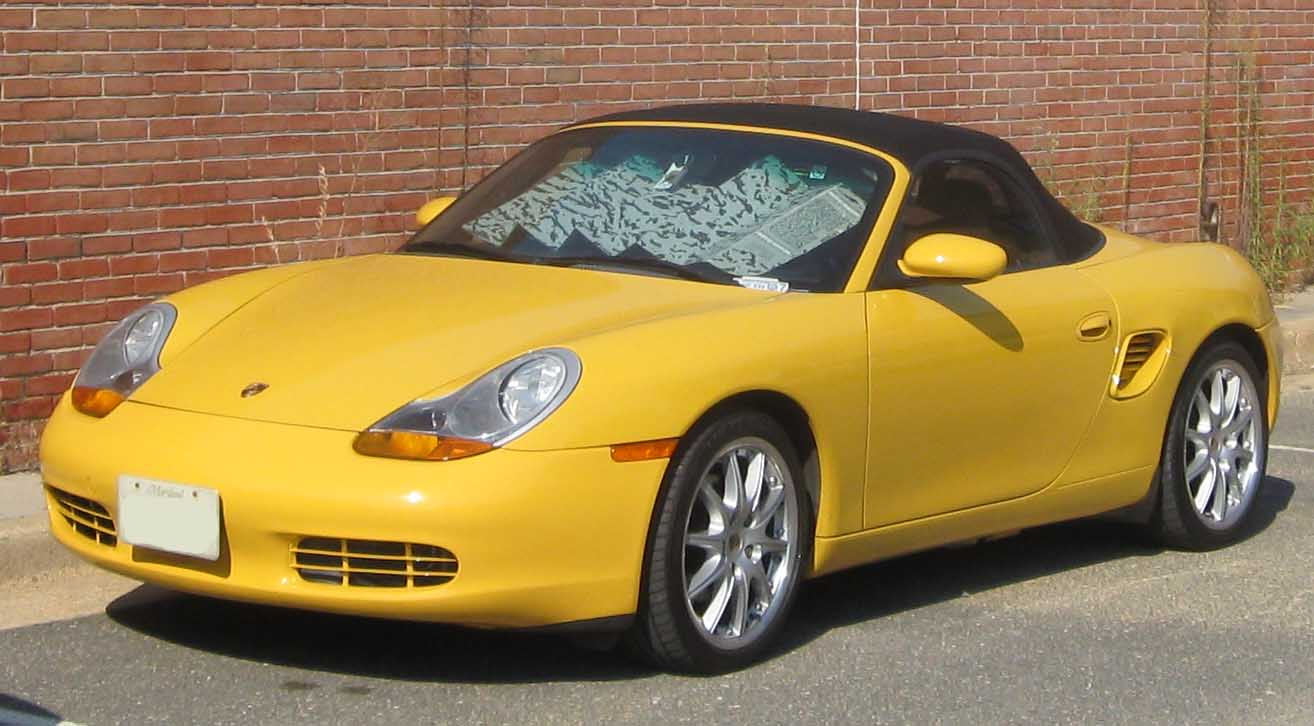
Porsche Boxster à moteur central arrière.